# 대한민국의 마약 정책
대한민국 헌법에 따라 한국인은 마약 복용이 합법적인 국가에 거주하더라도 마약 복용이 금지된다. 한국인은 대마초 사용이 합법화되거나 허용되는 국가에 있더라도 마리화나를 피우는 것이 금지되어 있다. 귀국시 해외 공동 흡연은 최대 5년의 징역형에 처해질 수있다. 대마초를 재배, 운반 또는 소지하는 것도 한국 형법상 어디에서나 불법이다. 한국 정부는 이러한 금지 사항을 시민들에게 정기적으로 상기시키기 위해 노력한다. 예를 들어 캐나다 한국 대사관은 2019년 10월 대마초 사용이 합법화 된 후 "한국인은 대마초가 합법적인 지역에 있더라도 대마초를 사용하는 것은 불법"이라고 공표했다. 또한 한국 경찰은 최근 마약이 합법화된 국가에서 대마초를 피우면 한국인은 본 국가에서 처벌받을 수 있다고 공표하기도 했다.

## 한국의 마약 정책
한국은 1995년 '마약류불법거래방지에관한 특례법'이 제정된 후 마약조직들의 마약거래 동기를 차단했고, 현재까지 마약청정국이라는 지위를 유지하기 위해 노력해왔다.
한국에 마약이 금기 시된 역사를 짚어볼 필요가 있다. 일제강점기부터 1950년대까지는 모르핀과 헤로인 등 아편계의 마약이 성황했다. 이후 합성 마약과 대마초가 급격하게 확산되었다. 한국에서 마약은 늘 사회악의 이미지로 그려졌다. 한마디로, 시대 배경에 맞게 부정적인 이미지로 자연스럽게 인식되게 함으로써 쉽게 금기시될 수 있던 것이다. 한국의 군사독재체제에서는 마약을 "단순한 개인위생과 공중보건의 문제가 아닌 '국민의' 의무와 역할, 그리고 '국가안보'라는 국가, 사회적 차원의 문제"로 설명하고자 했다. 한국에는 모든 종류의 마약에 대한 엄청난 금기가 시작되었다. 한국을 '마약청정국'으로 지칭했으나, 2000년대에 접어들면서, '먀약청정국'의 의미 또한 퇴색되었고, 스스로를 '마약청정국'이라 지칭할 만한가에 대한 많은 의구심이 생겨나고 있다.

## 마약의 정의
마약이란 용어는 무감각을 의미하는 그리스어에서 유래된 것으로, 수면과 정신혼미를 야기하 동통을 완화시키는 물질을 말한다.사람들은 즐거움을 위해 약물을 사용하며 기분이 나아지거나 무아 지경에 빠지는 자극제이다.
세계보건기구의 보고에 따르면 마약은
1. 약물용에 대한 욕구가 강제적일 정도로 강하고 (의존성)
2. 사용약물의 양이 증가하는 경향이 있으며 (내성)
3. 사용을 중지하면 온몸에 견디기 힘든 증상이 나타나며 (금단증상)
4. 개인에 한정되지 아니하고 사회에도 해를 끼치는 약물로 정의되어 있다.[7]

마약류는 뇌 속의 신경 전달물질로 사고력과 쾌감에 주로 관여하는 물질인 도파민을 강제로 배출시켜, 순간적으로 쾌감을 느끼게 한다. 반대로 도파민을 파괴해 도파민의 결핍 현상을 만들기도 한다.

## 약물 남용

### 지난 10년 동안 국내 마약 중독자
2013년부터 약물 남용 건수가 점점 더 많아졌다. 마약을 사용하는 사람뿐만 아니라 마약 중독자도 마찬가지다. 2013년 KoreaBioMed 의 기사에 따르면 지난 5년 동안 마약 중독자가 연간 15,000 명에 이르고 77.000 명이 치료를 받았다고 한다. 이에 약물 중독 환자의 수는 문제를 통제하기 위한 새로운 조치의 필요성과 함께 증가하고 있다.
그러나 한국에는 여전히 마약 범죄가 있다. 마약 관련 범죄의 대부분은 대부분 강남과 용산에서 발생한다. 마약은 대개 클럽을 통해 배포되며 강남에서는 유학생과 클럽 운영자가 마약 밀매에 관여하는 경향이 있다. 가장 많이 사용되고 판매되는 약물은 Crystal Meth이다. 또한 알려진 다른 약물로는 대마초가 있다.

### 합법적인 국가에서의 마약 복용
한국 형법에 따르면 해외에 거주하는 한국인의 마약 사용은 자신이 사는 나라에서 합법적이지만 마약을 사용하는 것이 엄격히 금지되어 있다. 예를 들어, 네덜란드 는 대마초 및 기타 특정 '연약한' 약물을 비 범죄화했지만 MDMA 및 크리스탈 메트와 같은 다른 약물은 엄격히 금지되어 있다. 그러나 한국의 형법은 해외에 거주하는 한국인의 마약 사용 또한 금지하고 있다. 이 법에 따라 한국인은 대마초 사용이 합법화되거나 허용된 국가에 있더라도 대마초 흡연이 금지된다. 귀국시 한국의 법을 위반한 사람은 최대 5년의 징역형을 받을 수 있다. 해외에서 대마초를 생산, 운송 또는 소지하는 것도 대한민국 법률에 따라 불법이다.

### 2021년 마약 근절 전략 발표
대한민국 정부는 2020년 12월 정부서울청사에서 정세균 국무총리를 중심으로 '제120회 국정현안점검조정회의'를 개최히고 '2021년 마약류 관리 종합대책'을 논의했다.
1. 생활 속 불법 마약류 차단을 추진한다.
2. 의료용 마약류 오, 남용을 적극 차단한다.
3. 과학적 분석으로 대응 역량을 강화한다.
4. 효과적인 치료와 재활을 지원해 재범을 차단한다.
5. 사회적 경각심을 향상한다.[13]

한국의 경찰청, 대검찰청, 식약처, 관세청, 국과수 등 국가 기관이 협력하여 대한민국의 마약 근절을 위한 대책을 논의한 것으로, 최근 5년 간 마약범죄가 38% 증가한 추이를 보면 대한민국의 중요한 과제라고 볼 수 있다. 경찰청의 현재 마약류 범죄의 적용 범위는 마약범죄, 향정신성의약품범죄, 대마범죄로 구분되고, 마약류의 생산, 유통, 판매, 투약, 소지 등 모든 과정을 법률로 규정하고 있다.

## 한국의 법적 의료용 마리화나
한국은 2020년 이후 아시아에서 최초로 마리화나를 의료용으로 합법화한 국가가 되었다. 지난 2018년 11월, 대마를 의료용으로 사용하도록 한 마약류관리법 일부 개정안이 국회 본회의를 통과했다. 그리고 2020년 대마 성분 의약품 처방이 본격적으로 시행되었다. 의료용 대마는 2018년 세계보건기구에서 그 효능을 인정하고 뇌전증이나 알츠하이머병 등에 효능이 있다고 발표한 전래가 있다. 미국식품의약국(FDA)에서도 뇌전증 치료에 에피디올렉스의 효과를 입증하고 의약품으로 최초로 승인하기도 했다.
한국과학기술원(KIST) 강릉 천연물연구소는 국내 최초로 의료용 대마 원천 기술을 활용해 소아 뇌전증 치료제를 개발할 계획이라고 밝힌바가 있다. 의료용 대마는 스마트팜을 가장 잘 활용할 수 있는 품목이라고 언급했으며, 미국에 수출 목적이 크다고 한다.

## 같이 보기
- 대한민국의 대마초
- 마약과의 전쟁
- 과다복용

## 참고 문헌
1. ↑  “마약청정국을 위한 우리나라의 정책수립 경험: 마약류 불법거래로 취득한 수익 박탈”. 《기획재정부 정부간행물》 (기획재정부 정부간행물). 2014.
2. ↑  허, 윤희 (2021년 1월 22일). “한겨레”. 《마약은 어떻게 '사회악'이 되었나》. 2021년 6월 27일에 확인함.
3. ↑  허, 윤희. “마약은 어떻게 '사회악'이 되었는가”. 《한겨레》.
4. ↑  Rap, Alice (2014). “Cannabis: from prohibition to regulation”. 《alicerap.eu》.
5. ↑  송, 영훈 (2019년 5월 6일). “한국은 마약청정국 아니다? 마약청정국 기준 자체가 없다”. 《뉴스토프》. 2021년 6월 27일에 확인함.
6. ↑  “홈 > 검찰활동 > 주요수사활동 > 마약·조직폭력범죄수사 - 대검찰청”. 2021년 6월 27일에 확인함.
7. ↑  “마약류페해알리미”. 《한국마약퇴치운동본부》. 2021년 6월 27일에 원본 문서에서 보존된 문서. 2021년 6월 27일에 확인함.
8. ↑  “마약류란?”. 《한국마약퇴치운동본부》. 2021년 6월 27일에 원본 문서에서 보존된 문서. 2021년 6월 27일에 확인함.
9. ↑  ESPAD, The European school survey project on alcohol and other drugs (2015). “Methodology”. 《ESPAD.org》.
10. ↑  Lee, Han-Soo (2019년 8월 19일). “Number of drug addicts reached 77.000 in the past 5 years”. 《Koreabiomed.com》.
11. ↑  “Bong arm of the law: South Korea says it will arrest citizens who smoke weed in Canada”. 《the Guardian》 (영어). 2018년 10월 23일. 2020년 6월 17일에 확인함.
12. ↑  정, 윤식 (2020년 12월 24일). “2021년 마약 근절에 정부기관 총 출동...5개 전략 마련”. 《메디칼업저버》. 2021년 6월 27일에 확인함.
13. ↑  임, 재관. “정부 합동, ‘2021년 마약류 관리 종합대책’ 발표…5대 전략별 주요 추진과제는?”. 《국내유일학회전문미디어 메디컬월드뉴스》. 2021년 6월 27일에 확인함.
14. 1 2  윤, 성효 (2021년 3월 16일). “강기윤 의원 "마약범죄, 최근 5년 사이 38% 증가"”. 《오마이뉴스》. 2021년 6월 27일에 확인함.
15. ↑  이은정 (2020년 4월 28일). “[뉴스피처] 의료용 대마 합법화 1년…환자 삶의 질 개선됐나”. 2021년 6월 27일에 확인함.
16. ↑  정윤주 (2021년 6월 13일). “"국내 첫 의료용 대마 원천기술로 소아뇌전증 치료제 국산화"”. 2021년 6월 27일에 확인함.